# Mammiano
Mammiano è una frazione del comune di San Marcello Piteglio, dal cui capoluogo dista 1,98 chilometri, in provincia di Pistoia.

## Geografia
Mammiano è situato su uno sperone alla confluenza tra la vallata della Limestre e la valle della Lima, a 1,5 km ad ovest da San Marcello Pistoiese. Il centro abitato si può dividere in due nuclei abitativi:
- Mammiano Alto, comunemente chiamato Mammiano. Nel 1926 vi fu costruita una stazione della Ferrovia Alto Pistoiese, che lo collegava con Pracchia (per poter usufruire della ferrovia statale) smantellata nel 1956, 9 anni prima della dismissione dell'intera linea.
- Mammiano Basso, anticamente chiamata Le Ferriere, data la presenza nel piccolo centro di attività di lavorazione del ferro. Dopo la chiusura, avvenuta dopo la seconda guerra mondiale, la frazione ha perso il nome originario per assumere quello attuale anche se viene ancora ricordata con il toponimo antico.

Da Mammiano transitarono in passato persone molto note quali ad esempio il Granduca di Toscana Pietro Leopoldo di Lorena con l'ing. Abate Leonardo Ximenes progettista della strada che da Firenze conduce ad Abetone (adesso S.R.66 e S.S.12), Napoleone Bonaparte, Giosuè Carducci, Policarpo Petrocchi, Renato Fucini (Neri Tanfucio), il pittore Sebastiano Vini (1528 - 1602) che produsse varie opere nelle pievi sia di Popiglio che di Cutigliano, Giacomo e Niccolò Puccini, Pellegrino Antonini, Niccolò Tommaseo, Luigi Pirandello, Gian Galeazzo Ciano e sua moglie Edda Mussolini in quanto proprietari di una villa ad Abetone, infine Papa Pio VII (Barnaba Chiaramonti). Quest'ultimo si stava recando a Parigi ad incoronare Napoleone. Pio VII fu ospitato per il pernottamento dalla famiglia Cini a San Marcello. La mattina seguente, il 6 novembre 1804, la carrozza papale ripartì alla volta di Modena e proprio a Mammiano dovette fermarsi per un guasto, peraltro subito eliminato dagli inservienti. Gli abitanti che attendevano il corteo papale ebbero modo di vedere così il Romano Pontefice "de visu" e ne ricevettero l'apostolica benedizione. A Mammiano nacque il mecenate Lorenzo Pacini che fece costruire con i suoi lasciti ereditari l'Ospedale di San Marcello, a lui intitolato. Fino all'anno 2013 esistevano ed avevano sede in paese una S.O.M.S. dedicata al Pacini ed una cooperativa di consumo. Molto nota e apprezzata nei dintorni è la festa paesana di Mammiano, con appuntamenti laici e religiosi in onore del patrono San Michele Arcangelo. La festa si svolge a cavallo fra ultimi giorni di settembre e i primi giorni di ottobre.